# اچ‌ام‌ای‌اس مری کم
اچ‌ام‌ای‌اس مری کم (به انگلیسی: HMAS Mary Cam) یک کشتی است که طول آن ۱۱۵٫۸ فوت (۳۵ متر) می‌باشد. این کشتی در سال ۱۹۱۸ ساخته شد.